# Ingrid Wigernæs
Ingrid Wigernæs (* 22. Februar 1928 in Hemsedal; † 2. Dezember 2023) war eine  norwegische Skilangläuferin.

## Werdegang
Wigernæs, die für den Romerikslaget IL startete, belegte bei den Olympischen Winterspielen 1956 in Cortina d’Ampezzo den 27. Platz über 10 km. Zwei Jahre später errang sie bei den Nordischen Skiweltmeisterschaften 1958 in Lahti den 24. Platz über 10 km und den siebten Platz mit der Staffel. Bei den Olympischen Winterspielen 1964 in Innsbruck kam sie auf den 15. Platz über 5 km und auf den 12. Rang über 10 km. Im folgenden Jahr gelang ihr bei den Svenska Skidspelen der dritte Platz mit der Staffel. Bei den Nordischen Skiweltmeisterschaften 1966 in Oslo holte sie die Silbermedaille mit der Staffel. In den Einzelrennen errang sie dort den 13. Platz über 10 km und den 12. Platz über 5 km. Im selben Jahr belegte sie bei den Svenska Skidspelen den dritten Platz über 10 km und den zweiten Rang mit der Staffel.  Bei norwegischen Meisterschaften siegte sie dreimal über 10 km (1960, 1961, 1966), zweimal über 5 km (1964, 1965) und zweimal mit der Staffel von Romerikslaget IL (1965, 1966). Zudem wurde sie bei norwegischen Meisterschaften fünfmal Dritte und viermal Zweite.
Wigernæs verstarb im Dezember 2023 im Alter von 95 Jahren.